# Theodor Creizenach
Theodor Creizenach (* 17. April 1818 in Mainz; † 6. Dezember 1877 in Frankfurt am Main) war ein deutscher Lehrer, Dichter und Literaturhistoriker.

## Leben und Werk
Creizenach war ein Sohn des jüdischen Predigers und Mathematikers Michael Creizenach (1789–1842) und seiner Frau Marianne, geb. Haas (1788–1844). Sein Vater wurde 1825 als Lehrer an das Philanthropin berufen, das auch Theodor zunächst besuchte. 1829 wurde er Schüler des Frankfurter Gymnasiums, wo er 1835 die Reifeprüfung ablegte. Nach dem Studium der Philologie in Gießen, Göttingen und Heidelberg trat er 1842 eine Stelle als Hauslehrer und Erzieher im Hause Anselm Salomon von Rothschilds an. Dieser leitete die Filiale des Hauses Rothschild in Wien, lebte aber mit seiner Familie zumeist in Frankfurt und unternahm häufig Reisen nach London und Paris, wohin ihn Creizenach begleiten konnte. 1839 bis 1853 war er zugleich Lehrer am Philanthropin.
1842 gehörte Creizenach als radikaler Anhänger der jüdischen Reformbewegung zu den Mitbegründern des liberalen Frankfurter Jüdischen Reformvereins. In den folgenden Jahren entfernte er sich mehr und mehr von den jüdischen Wurzeln. Er zweifelte die Religionsvorschriften und Rituale an und erwartete nicht mehr das Kommen des Messias und die Rückkehr der Juden nach Jerusalem, sondern sah sich als deutscher Jude. Anfang 1854 gab Creizenach sein Lehramt am Philanthropin auf und nahm nach einer Italienreise am 18. Dezember 1854 die Taufe an; er trat der evangelischen Kirche bei. 1856 bis 1858 gab er als Nachfolger Otto Müllers die Kulturzeitschrift Frankfurter Museum heraus. Bis 1858 lebte er vorwiegend als Privatlehrer und Literat, danach wurde er Lehrer an städtischen Schulen – zunächst an der Gewerbeschule, seit 1859 an der Höheren Bürgerschule und ab 1861 am Frankfurter Gymnasium. 1863 wurde er als Nachfolger Georg Ludwig Kriegks ordentlicher Professor am Gymnasium.
Creizenach galt als angesehener Dante- und Goetheforscher. Er verfasste zahlreiche literarische Werke, darunter zwei Lyrikbände, Essays und Dramen. Ab 1870 bearbeitete er mit Oskar Jäger und Theodor Bernhardt die Weltgeschichte von Friedrich Christoph Schlosser und setzte das Werk fort. 1877 gab er den Briefwechsel zwischen Goethe und Marianne von Willemer heraus. Die Inschrift „Dem Wahren, Schönen, Guten“ am Giebel des Frankfurter Opernhauses soll von Creizenach angeregt worden sein. Wie sein Vater war er Mitglied der vornehmlich von jüdischen Bürgern Frankfurts besuchten Freimaurerloge Zur aufgehenden Morgenröthe.
Creizenach war verheiratet mit Louise geb. Flersheim, einer Tochter des Bankiers Moritz Flersheim. Sein Sohn ist der Literaturhistoriker Wilhelm Creizenach (1851–1919).

## Werke (Auswahl)
- Dichtungen. Hoff, Mannheim 1839. (Digitalisat)
- Gedichte. Literarische Anstalt, Frankfurt am Main 1848. (Digitalisat). Zweite, verbesserte und stark vermehrte Ausgabe 1851. (Digitalisat)
- Die Aeneis, die vierte Ecloge und die Pharsalia im Mittelalter. Programm des Gymnasiums zu Frankfurt am Main. 1864. (Digitalisat)
- Macaulay über die römisch-katholische Kirche. Auffarth, Frankfurt am Main, 1870. (Digitalisat)
- Deutsches Reich und deutscher Staat in den Anschauungen der Franzosen. 	Ein Beitrag zur Theorie und Praxis der französischen Staatslehre im 17. und 18. Jahrhundert. Hobbing, Berlin 1930. (Digitalisat)